# Mirko Brulc
Mirko Brulc (Lendava, 2 ottobre 1946) è un politico sloveno.

## Biografia
È un politico del Partito Socialdemocratico e deputato del Parlamento sloveno nella quinta legislatura (2008-2012).
È stato anche sindaco della città di Nova Gorica.